# Dolichovespula silvestris
Dolichovespula silvestris är en getingart som först beskrevs av Giovanni Antonio Scopoli 1763.  Dolichovespula silvestris ingår i släktet långkindade getingar, och familjen getingar. Utöver nominatformen finns också underarten D. s. sumptuosa.